# خوسه لوئیس بایستر
خوسه لوئیس بایستر (اسپانیایی: José Luis Ballester‎؛ زادهٔ ۱۷ اوت ۱۹۶۸) قایقران قایق بادبانی اهل اسپانیا بود.